# سینوس (کالبدشناسی)
سینوس یک کیسه یا حفره در هر عضو یا بافت یا یک حفره یا گذرگاه غیرطبیعی است. در کاربرد رایج، «سینوس» معمولاً به سینوس‌های پیرابینی گفته می‌شود که حفره‌های هوایی در استخوان‌های جمجمه، به ویژه آن‌هایی که نزدیک بینی هستند و به آن متصل می‌شوند، هستند. اکثر افراد دارای چهار حفره جفتی هستند که در استخوان جمجمه یا جمجمه قرار دارند.

## کارکرد
کارکرد حفره‌های سینوسی در استخوان جمجمه به‌طور کامل آشکار نیست. باورها دربارهٔ کارکرد احتمالی آنها عبارتند از:
- حفره‌های سینوسی امکان تشدید صدا را فراهم می‌کنند.
- آنها به فیلتر کردن و اضافه کردن رطوبت به هر هوایی که از طریق مجاری بینی و در حذف ذرات ناخواسته از حفره‌های سینوسی استنشاق می‌شود، کمک می‌کنند.
- حفره‌های سینوسی جمجمه را روشن می‌کند.
- حفره‌های سینوسی به فضایی برای رشد اجازه می‌دهند.
- حفره‌های سینوسی ممکن است به عنوان جذب شوک در هنگام تروما عمل کنند.

## انواع سینوس بینی
- سینوس پیشانی (frontal sinuses): در بالای چشم و در قسمت استخوان پیشانی قرار دارد و بعد از ۷ سالگی به وجود می‌آیند.
- سینوس فکی (maxillary sinuses): در زیر چشم و استخوان گونه قرار دارد و باعث ایجاد درد و فشار در گونه‌ها می‌شود.
- سینوس شب‌پره‌ای (sphenoid sinuses): در مرکز استخوان جمجمه زیر غده هیپوفیز قرار دارد و در سن بلوغ ظاهر می‌شوند.
- سینوس پرویزنی (ethmoid sinuses): بین چشم و بینی قرار دارد و از بدو تولد حضور دارند. این سینوس تا ۱۸ سالگی رشد می‌کند.

## بهترین تعریف برای آناتومی سینوس‌های بینی
سینوس اجزای بسیار مهمی دارد، آناتوم بینی هم از نظر زیبایی هم از نظر آناتومی مهم است زیرا مسیر تنفس به‌شمار می‌رود. حفره بینی با دو سطح پوشاننده پوشیده شده است، لایه تنفسی و لایه بویایی که سلول‌های این نوع پوشش از نوع استوانه‌ای مژکدار می‌باشد. این لایه‌ها به منظور مرطوب کردن و حفاظت از راه‌های هوایی به کار می‌رود. سینوس در اطراف بینی و حفره‌های بینی قرار دارند، این سینوس‌ها بر اساس ساختار و موقعیتشان به انواع مختلفی تقسیم می‌شوند.

## علائم و نشانه‌های سینوزیت
علائم آشکار عفونت‌های کوتاه‌مدت مقداری متفاوت از نوع مزمن آن می‌باشد. این علائم به نوع سینوسی که تحت تأثیر قرار گرفته است بستگی دارد. التهاب پارانازال باعث ترشح زیاد مخاط می‌شود، به طوری که مجاری بینی را می‌بندد. رخ داد این فرایند منجر به گرفتگی، احتقان و دیگر علائم می‌شود. اما برخی از علائم عفونت سینوس یا سینوزیت حاد عبارتند از: درد صورت، سردردهای خفیف یا شدید، سرفه مزمن، آبریزش بینی، گرفتگی بینی، افزایش دمای بدن، عدم داشتن حس بویایی، ناهنجاری و اختلال‌های بینی، ترشحات غلیظ، حساس شدن استخوان گونه. برخی از علائم سینوس مزمن اینگونه می‌باشد:
- آبریزش بینی مزمن
- داشتن چرک بینی
- سردرد یا میگرن
- فشار زیر چشم
- دندان درد
- سرفه مداوم مخصوصاً هنگام شب
- بوی بد دهان

علائم سینوس می‌تواند کم یا زیاد شود، این مریضی شایع به علت عفونت و التهاب در سینوس‌ها رخ می‌دهد.